# 陳啓峰
陳啓峰（1892年9月11日—1984年1月8日），臺灣企業家與政治人物，出身高雄苓雅寮陳家，為陳中和四子，但因系出正室，又可說是啓字輩的嫡長子。日治時期曾任新興製糖株式會社取締役、新興製糖株式會社副支配人、烏樹林製鹽公司理事、高雄市協議會員等職。
陳啓峰生於明治二十五年（1892年），大正三年（1914年）前往東京，就讀慶應義塾大學，四年（1919年）畢業，回到高雄。進入其父親的新興製糖株式會社任取締役副支配人、烏樹林製鹽理事公司等職。:851
大正十三年（1924年）10月，陳啓峰獲日本政府推舉為第三屆高雄街協議員。但不到兩個月，高雄街升格為高雄市。第三屆高雄街協議會改組為首屆高雄市協議會。:89-90大正十五年（1926年）12月，連任高雄市協議會協議員。:102
昭和二年（1927年），陳啓峰出任高雄州協議會會員。昭和十一年（1936年）11月高雄州會改制，陳啓峰出任高雄州會議員。:506二次大戰後，退出政治圈。